# ЗапСибНефтехим
ЗапСибНефтехим — расположенный в Тобольске нефтехимический комбинат группы «СИБУР». Является крупнейшим нефтехимическим проектом в новейшей истории России. Проект был реализован в рамках масштабной государственной программы, предусмотренной в государственном Плане развития газо- и нефтехимии до 2030 года.
1 декабря 2020 года завод был запущен на полную мощность, а также произошло юридическое присоединение к новой площадке производств исторического контура («СИБУР Тобольск» и ранее вошедший в его состав «Тобольск Полимер»). Суммарная мощность объединенного комплекса позволяет производить 2,5 млн тонн базовых полимеров в год (1,5 млн тонн полиэтилена и 1 млн тонн полипропилена).

## История
21 июня 2012 года в рамках XVI Петербургского международного экономического форума СИБУР и компания «Linde AG» (Германия) подписали соглашение на проектирование в Тобольске крупнейшего в истории современной России нефтехимического производства. Согласно условиям соглашения компания «Linde AG» должна подготовить технико-экономическое обоснование проекта, а также разработать определённые разделы проектной документации.
В том же году Сибуром были выбраны лицензиары, принятых к применению технологий:
- лицензиаром установок по производству полиэтилена выбрана компания INEOS (подрядчик — TECHNIP).
- лицензиаром установки по производству полипропилена выбрана компания LyondellBasell (подрядчик — ThyssenKrupp Uhde).

### Финансирование
Общий объём инвестиций в проект составил 547 млрд рублей. Для финансирования проекта привлекались, в том числе, средства Фонда национального благосостояния в объёме $1,75 млрд, которые были получены в 2015 году и досрочно возвращены в 2022 году.

### Строительство
Выполнение технико-экономических обоснований было завершено в конце 2013 года. Окончательное решение о строительстве комбината было принято в сентябре 2014 года. Расчистка территории под строительство комбината началась осенью 2014 года.  Первая свая в основание комплекса была погружена 17 февраля 2015 года.
К марту 2015 года на строительной площадке была выполнена основная часть подготовительных работ, были подписаны договоры на рабочее проектирование и комплектную поставку оборудования и материалов по основным технологическим установкам будущего комплекса[1].
В пиковый период (июль 2018 г.) на строительстве комплекса было занято 28 тыс. человек.
В мае 2019 года было объявлено о завершении строительных работ и начале пусконаладочных работ. В июне 2019 года были получены первые тестовые партии продуктов. В августе 2019 года была завершена пусконаладка пиролизного производства.. В сентябре 2019 года комбинат выпустил первый собственный пропилен. В октябре 2019 года комбинат выпустил первый полиэтилен из собственного сырья.
1 декабря 2020 года завод был запущен на полную мощность.
В реализации проекта участвовали более 200 предприятий из 35 регионов России, с которыми были заключены контракты на поставку оборудования, материалов и выполнение работ на сумму около 300 млрд рублей.
В дальнейшем в единый производственный периметр  ООО  «ЗапСибНефтехим» были интегрированы производства  компании СИБУР Тобольск, которая как самостоятельное юридическое лицо была ликвидирована.
В 2022 году на предприятии было начато производство малеинового ангидрида (МАН), производственные мощности по его выпуску составляют 45 тысяч тонн в год. Ранее этот продукт в России не производился.
25 августа 2023 года начато строительство нового комплекса по производству полипропилена, что позволит увеличить его выпуск на предприятии до 1,5 млн тонн в год.

### Рейтинговые оценки
- В 2024 году рейтинговое агентство АКРА присвоило  ООО «ЗапСибНефтехим» рейтинговую оценку AAA(RU) со стабильным прогнозом. Рейтинг был подтверждён в 2025 году[19].
- Рейтинговое агентство «Эксперт РА» присвоило компании рейтинг ruAAA со стабильным прогнозом, в 2025 году рейтинг был подтвержден

.

## Технологии
Сырьем является широкая фракция лёгких углеводородов — продукт переработки попутного нефтяного газа и газового конденсата. Сырье поступает с Пуровского завода по переработке конденсата.  На газофракционирующей установке ШФЛУ разделяются на отдельные фракции – пропан, бутан, изобутан и т.п.. Далее, путем термического разложения высших углеводородов (пиролиза), завод получает этилен и пропилен (сырье для синтеза полиэтилена и полипропилена), а также ряд других коммерчески привлекательных углеводородов.

## Экономическое значение
В результате реализации проекта был создан крупнейший в России комплекс по производству полимеров, что позволило России войти в топ-10 его мировых производителей. Это первое в России пиролизное производство, созданное после распада СССР. Ввод «ЗапСибНефтехима» в эксплуатацию позволил полностью покрыть внутрироссийский спрос на полиэтилен, а также значительно увеличить его экспорт. В 2020 году импорт полиэтилена в Россию сократился на 25%, а экспорт вырос в три раза, в 2021 году Россия стала чистым экспортёром полиэтилена двух наиболее популярных марок - линейного полиэтилена низкой плотности и полиэтилена низкого давления. В год предприятие перерабатывает 8 млн тонн углеводородов (побочных продуктов нефтегазодобычи), выпуская 1,5 млн тонн полиэтилена и 1 млн тонн полипропилена.

## Социальная значимость проекта
Следствием строительства ЗапСибНефтехима стало возведение в Тобольске аэропорта «Ремезов», построенного  практически полностью за счёт средств СИБУРа. С 2017 года СИБУР финансирует программы «Тобольск-2020» и «Тобольск настоящий», в рамках которых в Тобольске построено и реконструировано более 40 социальных объектов, что позволило Тобольску войти в десятку самых комфортных для жизни городов России по рейтингу Минстроя РФ.